# Замёрзшая из Майами
«Замёрзшая из Майами» (англ. New in Town) — американская кинокомедия 2009 года, режиссёра Йонаса Элмера с участием Рене Зеллвегер и Гарри Конника мл.

## Сюжет
Люси Хилл (Рене Зеллвегер) — одинокая бизнес-леди, расчётливая карьеристка, живущая в солнечном Майами. В один прекрасный день руководство решает отправить её в кратковременную командировку в далёкий северный городок Новый Ульм (штат Миннесота) c населением 13,5 тыс. жителей. Компания собирается модернизировать находящийся в городке завод и в связи с этим сократить вдвое работающий персонал. Героиня рьяно берётся за работу, не задумываясь о дальнейшей судьбе людей, для которых завод — единственная возможность заработать.
Но вскоре её холодное честолюбие растапливается. Местные жители оказываются настолько радушны и прямолинейны, что поневоле заставляет относиться к ним с пониманием. Встретившая Люси Бланш Гундерсон (Шивон Фэллон), которой поручили опеку над прибывшей, организует ужин в её честь, на который приглашает водителя грузовика Тэда Митчелла (Гарри Конник мл.). Тэд — типичный провинциал, любитель пива и кантри, вдовец, в одиночку воспитывающий дочь-подростка Бобби. Амбициозная Люси воспринимает происходящее как попытку сводничества, ссорится с Тэдом и тут же заносит Бланш в свой «чёрный список». В дальнейшем выясняется, что Тэд — руководитель местного профсоюза, и Бланш попросту пыталась познакомить с ним босса из Майами в неформальной обстановке. Если вначале отношения между мужланом Тэдом и стервозной особой складываются весьма напряжённо, к концу фильма герои всё больше симпатизируют друг другу. Постепенно налаживаются отношения Люси с помощницей Бланш, которая, помимо прочего, славится умением готовить особо вкусное блюдо — пудинг из тапиоки, рецепт приготовления которого держит в строжайшей тайне.
Вначале Люси ведёт себя жёстко и напористо. Она даже увольняет бригадира завода Стью Копенхафера (Дж. К. Симмонс), чем вызывает недовольство всех сотрудников, которые всячески саботируют производственный процесс. Но постепенно Люси проникается симпатией к местным жителям. Ей трудно согласиться с решением руководства уволить сотрудников, и она ищет пути оптимизации работы без её механизации. Совет директоров непреклонен, завод собираются просто закрыть. Бланш случайно обнаруживает списки на увольнение, составленные Люси ещё до начала их дружбы. Первыми в списке стоят имена её и Тэда. Теперь все считают Люси двуличной и неоткровенной особой. Чтобы вернуть дружбу и помочь жителям городка, героиня ставит на кон собственную карьеру. Она уговаривает Бланш запустить на заводе линию по производству продукта по её фирменному рецепту. Та соглашается, взяв с работников клятву о неразглашении тайны конкурентам и Труди Ван Ууден (женщине, которая много лет пытается узнать этот рецепт).
Продукт пользуется таким спросом, что завод становится прибыльным. Люси Хилл назначают вице-президентом компании. Завод продолжает работать. Все ликуют, но это оказывается лишь прелюдией к более серьёзным испытаниям: руководство компании собирается продать высокоприбыльное производство и перебросить завод из провинции в более удобное место. И вновь неунывающая Люси ставит точку в сложном вопросе. Она предлагает рабочим выкупить завод и работать на себя. Глава профсоюза Тэд Митчелл готов поддержать её в этом, в подтверждение чего прилюдно целует её в конце фильма.

## В ролях
- Рене Зеллвегер — Люси Хилл
- Гарри Конник мл. — Тэд Митчелл
- Феррон Гуэррейро — Бобби Митчелл
- Шивон Фэллон — Бланш Гундерсон
- Уэйн Никлас — Харви Гундерсон
- Дж. К. Симмонс — Стью Копенхафер
- Фрэнсис Конрой — Труди Ван Ууден
- Нэнси Дрейк — Фло
- Майк О´Брайн — Ларс Улстид
- Роберт Смэлл — Дональд Арлинг
- Хилари Кэрролл — Кимберли
- Химена Ойос — Кэти

## Интересные факты
- «Замёрзшая из Майами» — англоязычный дебют датского кинорежиссёра Йонаса Элмера. До этого он снимал только на родине. Самая известная комедия Элмера — Nynne.
- Съёмки проходили в Виннипеге (Канада), где к моменту съёмок был настоящий снег и стояла соответствующая погода.